# Champdôtre
Champdôtre ist eine französische Gemeinde mit 603 Einwohnern (Stand: 1. Januar 2022) im Département Côte-d’Or in der Region Bourgogne-Franche-Comté (vor 2016 Bourgogne). Sie gehört zum Arrondissement Dijon und zum Kanton Auxonne.

## Geographie
Champdôtre liegt etwa 25 Kilometer ostsüdöstlich von Dijon am Fluss Tille und seinem Zufluss Arnison. Umgeben wird Champdôtre von den Nachbargemeinden Tréclun im Norden und Nordwesten, Villers-les-Pots im Osten und Nordosten, Pont im Osten und Südosten, Les Maillys im Süden sowie Trouhans im Westen und Südwesten.
Durch die Gemeinde führt die Autoroute A39.

## Bevölkerungsentwicklung
| Jahr                       | 1962 | 1968 | 1975 | 1982 | 1990 | 1999 | 2006 | 2013 | 2019 |
| Einwohner                  | 521  | 482  | 452  | 474  | 504  | 548  | 535  | 583  | 597  |
| Quellen: Cassini und INSEE |      |      |      |      |      |      |      |      |      |

## Sehenswürdigkeiten
- Kirche Saint-Paul, 1819 wiedererrichtet

## Persönlichkeiten
- Eugène Prévost (1863–1961), Radrennfahrer

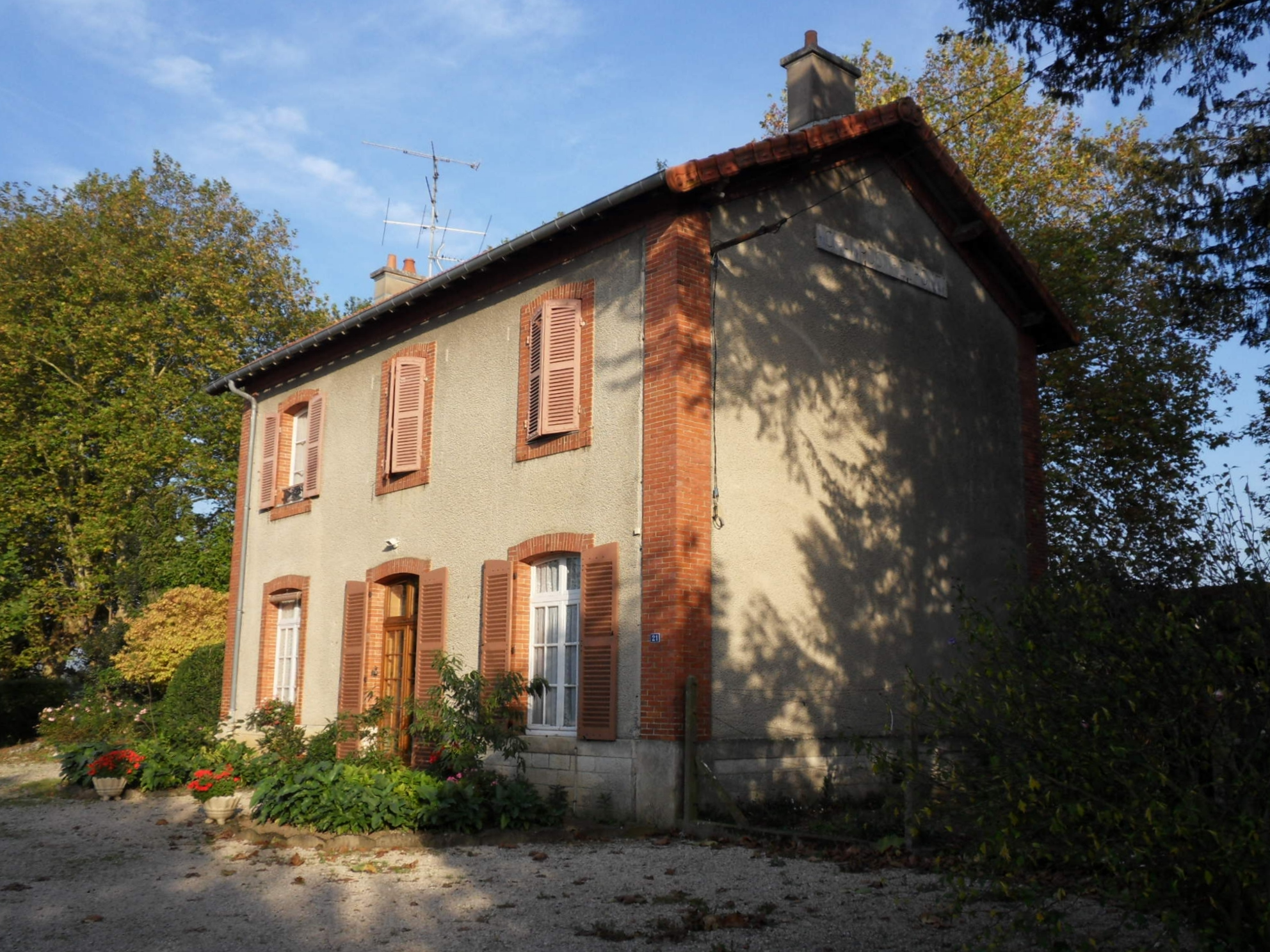
Ehemaliges Bahnhofsgebäude